# Pronephrium affine
Pronephrium affine là một loài thực vật có mạch trong họ Thelypteridaceae. Loài này được (Blume) C. Presl miêu tả khoa học đầu tiên năm 1851.